# ラドミロ・イバンチェビッチ
ラドミロ・イヴァンチェヴィッチ（Радмило Иванчевић, Radmilo Ivančević、1950年9月4日 - ）は、ユーゴスラビア（現セルビアのゴルニ・ミラノヴァツ）出身の元サッカー選手、サッカー指導者。

## 来歴
2002年6月にはシーズン途中で解任された柱谷哲二の後任としてコンサドーレ札幌の監督を務めた。しかし、11試合で1勝しかできず、9月に監督交代となった。

## 所属クラブ
- 1967年-1970年  FKタコヴォ・ゴルニ・ミラノヴァツ
- 1970年-1975年  FKシュマディヤ・アランジェロヴァツ
- 1975年-1977年  パルチザン・ベオグラード
- 1977年-1979年  フェネルバフチェSK
- 1979年-1981年  パルチザン・ベオグラード
- 1982年-1983年  クリーブランドフォースUSA

### その他
- 1977年-1978年 チャンピオンズリーグ フェネルバフチェSK在籍時（ヨーロッパ）
- 1978年-1979年 カップウィナーズカップ フェネルバフチェSK在籍時（ヨーロッパ）

## 代表歴
- オリンピック代表1回

## 指導歴
- 1983年-1984年  FKシュマディヤ・アランジェロヴァツ 監督
- 1984年-1988年  カーズマSC 監督
- 1988年-1990年  クウェート代表 アシスタントコーチ
- 1990年-1991年  パルチザン・ベオグラード GKコーチ
- 1991年-1993年  クウェートオリンピック代表 アシスタントコーチ
- 1993年-1995年  レアル・オビエド アシスタントコーチ
- 1995年-1998年  アトレティコ・マドリード ディレクター
- 1998年  サカリヤスポル 監督
- 1999年  FKラドニチュキ・ニシュ 監督
- 1999年6月-2000年6月  AEKラルナカ 監督
- 2000年2月-2000年6月 OFKベオグラード 監督
- 2000年6月-2001年6月  レアル・オビエド GKコーチ
- 2002年6月-2002年9月  コンサドーレ札幌 監督 (当初はGMとして招請される予定だった)
- 2002年-2003年  AEパフォス 監督
- 2004年  FKオビリッチ 監督
- 2004年-2005年  FKラド・ベオグラード 監督
- 2006年-2007年  FKマケドニヤ・ジョルチェ・ペトロフ 監督
- 2007年11月-2008年6月  FKスメデレヴォ 監督
- 2008年6月-2008年10月  アル・クウェートSC 監督
- 2009年-2010年  アルキ・ラルナカFC 監督
- 2010年-2011年  Atromitos Yeroskipou 監督
- 2011年1月-2011年7月  アルキ・ラルナカFC 監督
- 2013年7月-2014年  FKラドニチュキ1923 監督
- 2014年  パフォスFC 監督（2014年シーズン中に監督降板（後任：ソフォクリス・ソフォクレオウス））